# Tue recht und scheue niemand

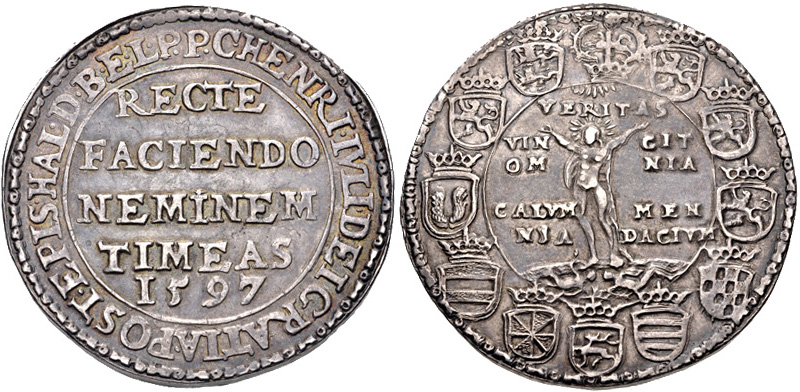
Wahrheitstaler, 1597

Tue recht und scheue niemand ist ein Wahlspruch, zu dem sich unter anderem Ernst Biesten und Norbert Blüm bekannten. Als lateinische Redewendung lautet er „Recte fac, neminem time“.

## Fundstellen
„Fürcht Got, Thue recht, Schew niemandt“ heißt es in der Schrift Goltbergensis Silesius scribebat Seruestae von Melchior Kyferus aus dem Jahr 1592.
Ein Wahrheitstaler von Heinrich Julius, Herzog zu Braunschweig-Lüneburg, aus dem Jahr 1597 enthielt die Prägung „RECTE FACIENDO NEMINEM TIMEAS“ (wenn du das Rechte tust [wörtlich: das Rechte machend], mögest du niemanden fürchten).
„Wer recht thut darff sich nicht fürchten“ ist die Fassung in Teutsche Sprach und Weiszheit von Georg Henisch, 1616.
„Fürchte Gott, tue recht und scheue niemand, denn was kann dir der Staub tun“ ist eine Variante im Andachtsbuch Himmlisches Freudenmahl der Kinder Gottes auf Erden von Johann Rittmeyer († 1698).
„Fürchte Gott, thue recht, und scheue niemand“ heißt es im Werk Der aufrichtig und wolmeynende Land-Prediger: auf alle Sonntäge des gantzen Jahrs von Gregorius Fritz aus dem Jahr 1730.
Die Abwandlung „ich thue recht und scheue keinen Feind“ findet sich in Wilhelm Tell von Friedrich Schiller, 1804.
„Thue recht und fürchte nichts!“ heißt es in der ersten Strophe des Gedichts Teutscher Trost von Ernst Moritz Arndt, 1813.